# Томер Франкель
Томер Франкель (18 жовтня 2000) — ізраїльський плавець.